# داخاو
داخاو (بالألمانية: Dachau) هي Grosse Kreisstadt و بلدة ألمانية تقع في ألمانيا في منطقة داخاو. يقدر عدد سكانها بـ 40,570 نسمة .

## المدن التوأمة
مدن روش هاعين، كلاغنفورت، فوندي و بولسانو هي مدن توأمة لـداخاو.

## أعلام
- ريكو سترايدر
- ماكسيميليان باور
- والتر مورير
- رودلف فايفر
- ماركوس هانتشك
- بيتر أرمبراستر
- فيلهلم ريتر فون توما
- ايغون زيل
- إرنست هولير